# Euryeidon musicum
Euryeidon musicum är en spindelart som beskrevs av Pakawin Dankittipakul och Rudy Jocqué 2004. Euryeidon musicum ingår i släktet Euryeidon och familjen Zodariidae.
Artens utbredningsområde är Thailand. Inga underarter finns listade i Catalogue of Life.